# ميا إكلوند
ميا إكلوند (بالفنلندية: Mia Nicole Eklund)‏ هي لاعب كرة مضرب فنلندية، ولدت في 30 أكتوبر 1994 في تالين في إستونيا.

## وصلات خارجية
- الموقع الرسمي
- ميا إكلوند على موقع رابطة محترفات التنس (الإنجليزية)
- ميا إكلوند على موقع الاتحاد الدولي لكرة المضرب (الإنجليزية)
- ميا إكلوند على موقع كأس بيلي جين كينغ (الإنجليزية)
- ميا إكلوند على موقع خلاصة التنس.كوم (الإنجليزية)
- ميا إكلوند على موقع إي إس بي إن.كوم (الإنجليزية)